# Camponotus oceanicus
Camponotus oceanicus är en myrart som först beskrevs av Mayr 1870.  Camponotus oceanicus ingår i släktet hästmyror, och familjen myror. Inga underarter finns listade.